# Lithophaga aristata
Lithophaga aristata, o mejillón tijera, es una especie de molusco bivalvo de la familia Mytilidae. Se puede encontrar a lo largo de la costa atlántica de América del Norte, desde Carolina del Norte hasta Texas y las Indias Occidentales.

## Distribución
Lithophaga aristata habita en las costas de Carolina del Norte, Florida (Estados Unidos) y en el Caribe. Sin embargo, se la considera una especie invasora en varias regiones del mundo y se cree que se dispersa principalmente a través del agua de lastre de los barcos.   Los registros de su aparición fuera del área de distribución nativa incluyen la costa brasileña, en los estados de Ceará, Bahía, Río de Janeiro, São Paulo y Santa Catarina ; Cabo Verde (isla de Santo Antão); Mauritania, Senegal y Angola.